# 168 Óra
168 Óra (/ˈsaːz ˈhɒtvɒn ˈɲolts ˈoːɾɒ/) est un hebdomadaire hongrois fondé en 1989 par le rédacteur d’une émission radiophonique du même nom.
Il s'agit d'un hebdomadaire indépendant, de centre-gauche et pratiquant l'investigation.